# 헤디 슐루네거
헤디 슐루네거(독일어: Hedy Schlunegger, 1923년 3월 10일~2003년 7월 3일)는 스위스의 알파인 스키 선수이다. 1948년 동계 올림픽 여자 활강에서 금메달을 획득했다.